# Stedorf
Stedorf is een plaats in de Duitse gemeente Dörverden, deelstaat Nedersaksen, en telt 2113 inwoners (2002).